# Martin Harnik
Martin Harnik (Hamburg, Nyugat-Németország, 1987. június 10. –) osztrák-német labdarúgó, a Werder Bremen és az osztrák válogatott csatára.

## Családja
Martin apja, Erich Harnik Allerheiligen im Mürztalból származott. Miután találkozott hamburgi feleségével, a városba költözött. Martin Harnik, legkisebb fiuk a három közül, már Hamburgban született, Bergedorf tartományban nőttek fel.

## Klubcsapatokban

### A kezdetek
Harnik a labdarúgást 1992-ben az SC Vier- und Marschlande csapatában kezdte. 2006. elején csatlakozott a Werder Bremen harmadosztályú tartalékcsapatához.
Lábközépcsonttörés miatt 2007. első felét majdnem teljesen kihagyta. A 2007–08-as szezonban felkerült az élvonalbeli Werder Bremenbe, 2010-ig írt alá szerződést.
2007. augusztus 15-én, 20 évesen bemutatkozott a profik közt az Dinamo Zagreb ellen (2–1), ez a 2007–2008-as UEFA-bajnokok ligája harmadik selejtezőkörének odavágója volt.
A Bundesligában 10 nappal később az 1. FC Nürnberg ellen mutatkozott be. A 61. percben állt be, a 69. percben pedig megszerezte a mérkőzés egyetlen gólját. 2009. augusztus 24-én derült ki, Harnik el szeretné hagyni a klubot, hat nappal később kölcsönadták a Fortuna Düsseldorfnak.
Egy másodosztályú szezon után, amikor a Rajna-partiak épphogy nem jutottak fel az élvonalba, a 2010. április 24-ig 12 gólt lövő Harnik április 26-án bejelentette, elhagyja a klubot.

### VfB Stuttgart
2010 júliusában igazolt a VfB Stuttgartba.

## Válogatottban
Harnik játszhatott volna a német válogatottban is, de ő az osztrák nemzeti csapatot választotta.
Részt vett a 2008-as és a 2012-es labdarúgó-Európa-bajnokságon is.

## Sikerei, díjai
Werder Bremen
- UEFA-kupa ezüstérmes: 2008–09

VfB Stuttgart
- DFB-Pokal Ezüstérmes: 2012-13